# Porphyrinia paradisea
Porphyrinia paradisea là một loài bướm đêm trong họ Noctuidae.